# Gaia: One Woman’s Journey
Gaia: One Woman’s Journey — пятнадцатый студийный альбом австралийской певицы Оливии Ньютон-Джон, выпущенный 26 июля 1994 года на лейбле Festival Records. Впервые в карьере альбом Ньютон-Джон состоял исключительно из написанных ею песен, также певица выступила продюсером. Многие песни были написаны о её опыте борьбы с раком молочной железы, а также посвящены защите окружающей среды.

## Список композиций
| №                   | Название                 | Длительность |
| ------------------- | ------------------------ | ------------ |
| 1.                  | «Trust Yourself»         | 5:40         |
| 2.                  | «No Matter What You Do»  | 4:22         |
| 3.                  | «No Other Love»          | 3:35         |
| 4.                  | «Pegasus»                | 5:11         |
| 5.                  | «Why Me»                 | 4:59         |
| 6.                  | «Don’t Cut Me Down»      | 4:14         |
| 7.                  | «Gaia»                   | 7:28         |
| 8.                  | «Do You Feel»            | 4:22         |
| 9.                  | «I Never Knew Love»      | 2:48         |
| 10.                 | «Silent Ruin»            | 3:43         |
| 11.                 | «Not Gonna Give into It» | 3:42         |
| 12.                 | «The Way of Love»        | 4:15         |
| Общая длительность: | Общая длительность:      | 54:19        |

## Чарты
| Чарт (1994–95)                   | Высшая позиция |
| -------------------------------- | -------------- |
| Австралия (ARIA)                 | 7              |
| Великобритания (UK Albums Chart) | 33             |

## Сертификации и продажи
| Регион                                                      | Сертификация | Продажи |
| ----------------------------------------------------------- | ------------ | ------- |
| Австралия (ARIA)                                            | Золотой      | 35 000^ |
| ^ Данные о тиражах приведены только на основе сертификации. |              |         |